# توري دي إيزولا (بافيا)
توري دي إيزولا (بالإيطالية: Torre d'Isola)‏ هي بلدة تقع في مقاطعة بافيا بإقليم لومبارديا في شمال إيطاليا. تبلغ مساحة هذه المدينة 16.3 (كم²)، وترتفع عن سطح البحر 84 م، بلغ عدد سكانها 2276 نسمة في عام 2008 حسب إحصاء المعهد الوطني للإحصاء.

## السكان
في سنة 1861 بلغ عدد السكان 1٬298 نسمة، وتطور العدد ليصل في سنة 2011 لـ 2٬395 نسمة.
يظهر هذا المخطط البياني تطور النمو السكاني لـ توري دي إيزولا (بافيا)